# 都築浩
都築 浩（つづき ひろし、1967年2月3日 - ）は、日本の放送作家。

## 略歴
大阪府出身。
早稲田大学理工学部除籍。20歳のとき、『天才・たけしの元気が出るテレビ!!』（日本テレビ）第2期放送作家予備校で放送作家デビュー（同期にはおちまさと、村上卓史がいる）。バラエティ番組・ニュース番組の他、ドラマ脚本家としても多くの連続ドラマを手掛ける。2006年5月には小説『トンスラ』（幻冬舎）も発表。

## 担当番組
- TBSテレビ
  - 中居正広の金曜日のスマイルたちへ
  - がっちりマンデー!!
  - THE TIME,
  - 坂上&指原のつぶれない店
- 日本テレビ
  - NEWS ZERO
  - ニノさん（コンセプト）
- テレビ朝日
  - 関ジャム 完全燃SHOW
  - 帰れマンデー見っけ隊!!
  - 激レアさんを連れてきた。
  - 林修の今でしょ!講座→林修のレッスン!今でしょ→林修の今、知りたいでしょ!
  - あざとくて何が悪いの?
  - クイズプレゼンバラエティー Qさま!!
  - 有吉クイズ
  - キョコロヒー
  - 朝メシまで。
  - 中居正広の土曜日な会

### 過去の担当番組
- 進め!電波少年
- 進ぬ!電波少年
- 完全人体張本
- ASAYAN
- 天才・たけしの元気が出るテレビ!!
- 特命リサーチ200X
- ビートたけしのお笑いウルトラクイズ
- ウッチャンナンチャンのウリナリ!!
- ここがヘンだよ日本人
- ガチンコ!
- 1番だけが知っている
- しゃべくり007
- 嵐にしやがれ
- 森田一義アワー笑っていいとも！
- SmaSTATION!!
- どちら様も!!笑ってヨロシク
- いきなり!黄金伝説。
- チャンネル99
- ラブセン!
- ココリコミラクルタイプ
- 1億人の大質問!?笑ってコラえて!
- 島田検定SUPER!!
- 爆笑問題のバク天!
- ネプベガス
- ネプ理科
- SMAP×SMAP特別編 同学年
- SMAP×SMAP特別編 プロモゲリラ
- GO!GO!アッキーナ(監修も担当)
- 学校へ行こう!
- R30
- 世界まる見え!テレビ特捜部
- サンデージャポン
- チョナン・カン
- ひみつのアラシちゃん
- ざっくりマンデー!!
- Goroプレゼンツ マイ・フェア・レディ
- タイノッチ
- SUPER SURPRISE
- 世界笑える!ジャーナル
- がっちりアカデミー!!
- 妻と罰
- 新知識階級 クマグス
- ピカルの定理
- たけしアート☆ビート
- 日10☆演芸パレード
- よるべん（企画）
- ザ・プロファイラー 〜夢と野望の人生〜
- 関ジャニの仕分け∞
- 夏目と右腕
- ヤーヌス
- 万年B組ヒムケン先生
- Good Time Music
- はくがぁる
- 結婚したら人生劇変!○○の妻たち
- アップデート大学
- フルタチさん
- 帰れまサンデー
- なかい君の学スイッチ
- おしゃべりオジサンと怒れる女
- おしゃべりオジサンとヤバい女
- アナ行き!
- 1番だけが知っている
- なにわ男子と一流姉さん
- メレンゲの気持ち
- ぴったんこカン・カン
- あさチャン!
- サワコの朝
- 川柳居酒屋なつみ
- 爆笑問題のシンパイ賞!! → 爆笑問題&霜降り明星のシンパイ賞!!
- 裸の少年
- まだアプデしてないの?
- トンツカタン森本&フワちゃんの『Thursday Night Show』〜学ばない英語〜

### 脚本を担当したドラマ
- 世界で一番熱い夏
- SMAP×SMAP特別編 チョナン・カンスペシャル サランヘヨ 愛の劇場&愛の唄「ミアネヨ〜ごめんね〜」
- 恋愛偏差値〈第一章〉燃えつきるまで
- ムコ殿2003
- アベレイジ（全体構成を担当）
- トンスラ

## 著書
- トンスラ（2006年5月 幻冬舎）